# Винсент Раканиелло
Винсент Раканиелло (род. 2 января 1953, Патерсон (Нью-Джерси)) —  профессор департамента микробиологии и иммунологии Колумбийского университета в Нью-Йорке . Один из четырех вирусологов, написавших «Принципы вирусологии» — книгу, используемую для преподавания вирусологии бакалаврам и аспирантам. Также является содиректором «Parasites Without Borders» — глобальной некоммерческой организации, сфокусированной на борьбе с паразитарными болезнями.
В 2018 году был основным докладчиком Американского общества вирусологов на собрании. Работал в редакционных советах научных журналов, включая Журнал вирусологии, и является редактором журнала открытого доступа PLOS Pathogens. Он также был президентом Американского общества вирусологов в 2015 году и основным докладчиком на их ежегодном собрании 2017 года. 

## Исследования
Осенью 1982 года Раканиелло открыл собственную лабораторию при Колумбийском университете. Целью деятельности лаборатории стало понимание процессов репликации и патогенеза пикорнавирусов.